# Kanaalbrug van Guétin

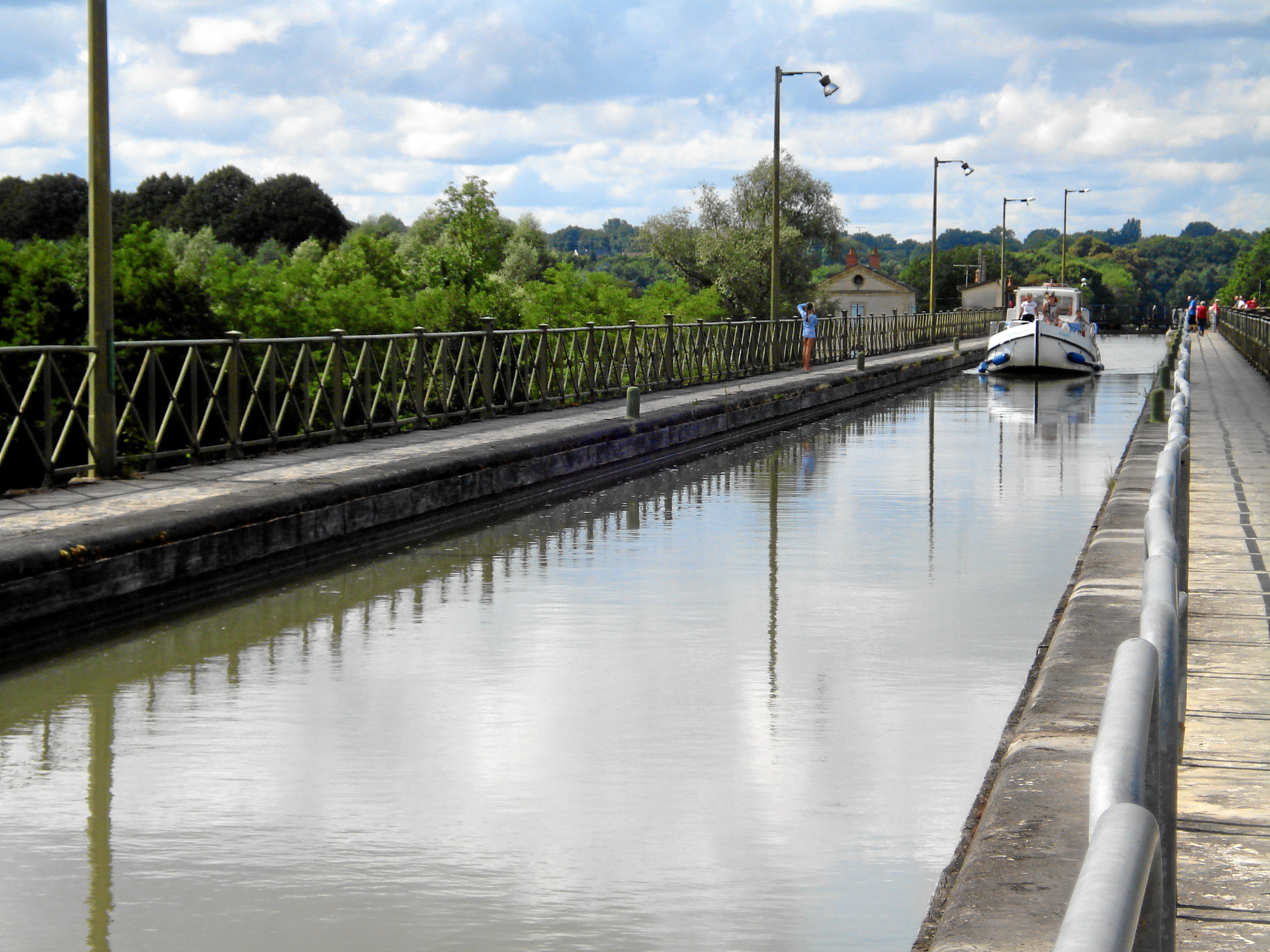
Schip vaart over de brug

De kanaalbrug van Guétin is een kanaalbrug ten zuiden van de Franse stad Nevers.
Dit aquaduct voor scheepvaartverkeer op het Canal latéral à la Loire overbrugt de rivier Allier over een lengte van 370 meter en telt 18 bogen. De brug ligt in de gemeenten Cuffy (Cher) en Gimouille (Nièvre).
De brug werd geopend voor gebruik in 1838. In de periode 1880-1890 werd de brug vernieuwd.